# 計算物理学
計算物理学（けいさんぶつりがく、英語: computational physics）は、解析的に解けない物理現象の基礎方程式を計算機（コンピュータ）を用いて数値的に解くことを目的とする物理学の一分野である。

## 概要
計算物理学では、ナヴィエ・ストークス方程式やマクスウェル方程式のような物理学での基礎方程式を計算機を用いてひたすら数値的に解く、という手法が用いられる。
流体力学でのナヴィエ・ストークス方程式やプラズマ物理学での磁気流体方程式のような微分方程式では、解析解が得られることはきわめてまれであり、理論物理学では多くの場合断熱過程や線形性など近似を用いて物理現象を説明する。
ここ100年ほどの計算機とアルゴリズムの発達により、それほど大胆な近似を導入せずに、数値的な手段を用いて近似された方程式を解くで物理系の大まかな振る舞いを調べることがしだいに可能となってきた。この計算機を用いて得られた数値的な近似解から新たな物理的な知見を得ることがこの分野の目指すところである。このような現象を数値的な手段を用いて模倣することは一般に「(数値)シミュレーション」などと呼ばれる。
この分野は一般には、理論物理学に属すると考えることもできるが、他方で、このような数値的な解析を「計算機実験」と称することもあるように、実験的な側面も存在する。このため、物理学における理論、実験以外の第三の分野として、この「計算物理学」を捉える考え方も存在する。たとえば、さまざまな条件下で基礎方程式を解くことで、新たな現象、効果の存在が示唆されることもあり、理論物理学者はそこから理論モデルを構築する。一方で大規模な物理実験を行う際には実際の物理実験を行なうのに先だってまず数値シミュレーションが行なわれてそれで得られた結果と，実際の実験結果とを比較して検討するようなことが普通に行なわれるようになってきた。特に現実には実験を行うことが困難またはほとんど不可能な現象であってもシミュレーションを行うことが可能な場合がある。

### 計算力学
計算力学も計算物理学の一つの分野である。
- 日本機械学会（編）：「計算力学ハンドブック I：有限要素法　構造編」、日本機械学会、ISBN 978-4-88898-085-2 (1998年7月).
- 日本機械学会（編）：「計算力学ハンドブック II：差分法・有限体積法　熱流体編」、日本機械学会、ISBN 978-4-88898-117-0 (2006年3月).
- 矢川 元基・宮崎 則幸(編)：「計算力学ハンドブック」、朝倉書店、ISBN 978-4-254-23112-0 (2007年5月25日).
- 日本機械学会（編）：「計算力学ハンドブック III：原子/分子・離散粒子のシミュレーション」、日本機械学会、ISBN 978-4-88898-187-3 (2009年9月).
- E. スタイン・R. ドウボースト・T. ヒューズ(編)、田端 正久、萩原 一郎(監訳)：「計算力学理論ハンドブック」、朝倉書店、ISBN 978-4-254-23120-5（2010年6月15日).

## 関連記事
- 電磁界解析
- 物理学
- モンテカルロ法
- 分子動力学法
- 第一原理計算
- 数理物理学
- MCMC
- 高性能計算
- R言語
- GNU Octave